# ワイオミング (戦艦)
|          |                                                               |
| 艦歴     |                                                               |
| 発注     | 1909年3月3日                                                  |
| 起工     | 1910年2月9日                                                  |
| 進水     | 1911年5月25日                                                 |
| 就役     | 1912年9月25日                                                 |
| 退役     | 1947年8月1日                                                  |
| その後   | スクラップとして売却                                          |
| 性能諸元 |                                                               |
| 排水量   | 基準：27,243トン、 満載：31,000トン                           |
| 全長     | 171.29m                                                       |
| 全幅     | 32.30m                                                        |
| 吃水     | 9.13m                                                         |
| 最大速   | 21.22ノット                                                   |
| 乗員     | 士官：58名 兵員：1,005名                                      |
| 兵装     | 50口径30.5cm砲 (12門) 51口径12.7cm砲(16門) 50口径7.6cm砲(8門) |

ワイオミング (USS Wyoming, BB-32/AG-17) はアメリカ海軍の戦艦。ワイオミング級戦艦のネームシップ。艦名はアメリカ合衆国44番目の州にちなみ、この名を与えられた艦としては3隻目である。

## 艦歴
ワイオミングはペンシルベニア州フィラデルフィアのウィリアム・クランプ・アンド・サンズ社で1910年2月9日に起工する。1911年5月25日に前ワイオミング州最高裁判所長官ジェシー・ナイトの娘、ドロシー・ユーニス・ナイトによって進水し、1912年9月25日にフィラデルフィア海軍工廠で初代艦長フレデリック・L・シャピン大佐の指揮下就役した。
ワイオミングは10月6日にペンシルベニア州フィラデルフィアを出発し、ニューヨーク州ブルックリンのニューヨーク海軍工廠で艤装が完了すると、1912年12月30日にタイドウォーター・エリアに到着、大西洋艦隊司令官チャールズ・J・バジャー少将の旗艦となる。その後バージニア州ハンプトン・ローズで艦隊に加わる。1913年1月6日に出航しパナマ運河を通過、キューバ沖で演習を行った後3月4日にチェサピーク湾に帰還した。
バージニア岬で砲撃演習を行った後、4月18日から5月7日にかけてニューヨーク海軍工廠で修理及び変更を行う。その後5月7日から24日までブロック・アイランド沖で対抗演習に参加。その間の9日から19日までロードアイランド州ニューポートで機械類の故障を修理している。その後1898年2月15日に爆沈したメイン (USS Maine, ACR-1) の慰霊碑完成記念式典に参加するため5月28日から31日までニューヨークを訪れた。
ワイオミングは6月4日にメリーランド州アナポリスへ向かい、アメリカ海軍兵学校の士官候補生達を乗せてヨーロッパへの巡航を行った。巡航はニューイングランドの沖合で8月後半まで続いた。その後8月24日、25日にアナポリスで「セーラー服」達を降ろすとワイオミングはハンプトン・ローズで水雷、砲撃訓練を行い、続いて9月16日から10月2日までニューヨークで修理のためドック入りした。修理が完了すると最大出力で公試を行いノーフォークへ向かい演習を再開し、10月26日にヨーロッパに出航した。
11月8日にマルタ島のバレッタに到着した後、ワイオミングは地中海を巡航し途中イタリアのナポリ、フランスのヴィレフランシュを訪問した。ワイオミングはフランスの水域を11月末に離れ、12月25日にニューヨークに到着した。
その後は年末までニューヨーク海軍工廠で修理を行い、翌1914年1月6日に出航、翌日ハンプトン・ローズに到着するとカリブ海の演習に向けての給炭作業に三日を費やした。
ワイオミングはグアンタナモ湾およびグアカナヤボ湾で1月26日から3月15日まで演習を行い、その後バージニア州のヘンリー岬に向かった。バージニア岬沖の南部演習海域からタンジール湾で砲術訓練及び演習を行い、そのまま4月3日まで規定の活動を行った後、ニューヨーク海軍工廠で修理を行った。
修理は4月4日から5月9日まで続き、それが完了すると士官候補生を乗艦させ艦隊に合流、その後5月13日にハンプトン・ローズを離れメキシコ水域に向かった。5月18日にベラクルスに到着、およそ一ヶ月後に水兵及び海兵隊員がメキシコ港を占領した。
ワイオミングはベラクルスに一ヶ月ほど留まり、1914年の晩秋に帰還した。途中バージニア岬で訓練を行い、ニューヨーク海軍工廠に10月6日に到着、1915年1月17日まで修理、改修を受けた。
改修が完了するとワイオミングはハンプトン・ローズを1月21日に出航し、キューバ水域及びカリブ海で毎年恒例の演習を行った。4月7日にタイドウォーター・エリアへ戻り、東部海岸に沿ってブロック・アイランド沖および南部演習海域で戦術訓練及び演習を行った。その後はニューヨーク海軍工廠でオーバーホールを受けた。
1915年12月20日から1916年1月6日までオーバーホールを行った後、ワイオミングは南部演習海域で演習を行った。1月16日にプエルトリコのクレブラ島に到着、1月27日にハイチのポルトープランスに到着した。1月28日にグアンタナモ湾に入り、グアンタナモ湾、グアカナヤボ湾、マンサニヨ港からキューバ水域で4月10日まで作戦活動を行い、その後ニューヨークに向かった。
ワイオミングは4月16日から6月26日までニューヨーク海軍工廠で修理を受け、修理が完了すると1916年の残りはニューイングランド沖、ニューポート、バージニア岬沖で活動した。ニューヨークを1917年1月9日に出航しグアンタナモ湾で定時演習を3月半ばまで行った。3月27日にカリブ海を離れ、バージニア州ヨークタウンに向かう。アメリカ合衆国が第一次世界大戦に参戦したのは1917年4月6日のことであった。

### 第一次世界大戦
ワイオミングは1917年11月13日までエンジニアリング船としてチェサピーク湾に留まった。同日第9戦艦部隊の指揮官ヒュー・ロッドマン少将はニューヨーク (USS New York, BB-34) を旗艦と定め、司令官旗を掲揚した。ワイオミング、ニューヨーク、デラウェア (USS Delaware, BB-28) 、フロリダ (USS Florida, BB-30) は11月25日にイギリスに向けて出航し、12月7日にオークニー諸島のスカパ・フローに到着した。4隻の弩級戦艦はイギリス海域に到着後、イギリス海軍艦隊の第6戦闘部隊となった。
ワイオミングは1918年2月6日までイギリス海軍艦隊の一部として戦術訓練及び演習を行った。同日、ノルウェーのスタヴァンゲルに向かう輸送艦隊を護衛するため第6戦闘部隊の他の艦および8隻のイギリス軍駆逐艦とともに出航した。途中ワイオミングは魚雷攻撃を受けるがこれを回避し、2月8日には無事スカパ・フローに帰還した。続く数ヶ月にわたってワイオミングは以前強力なドイツ高速艦隊の脅威に対抗してイギリス周辺のパトロールを行った。
1918年6月30日から7月2日にかけてワイオミングは第6戦闘部隊およびイギリス駆逐艦部隊と共に、北海に機雷を敷設する連合軍の機雷敷設艦を護衛した。その後ワイオミングはフォース湾に戻り、他の艦と共にジョージ5世の閲艦を受けた。
アメリカ戦艦はドイツの戦艦と交戦することはなかったが、共に巡航することとなった。第一次世界大戦が休戦となった10日後の1918年11月21日、戦闘の停止と共にフォース湾へ抑留されるドイツ高速艦隊を護衛するため、ワイオミング、ニューヨーク、テキサス (USS Texas, BB-35) 、アーカンソー (USS Arkansas, BB-33) は壮大な艦隊を構成した。

### 戦間期
その後ワイオミングは第9戦艦部隊の指揮官ウィリアム・S・シムス少将の旗艦として1918年12月12日にイギリスのポートランドを出航してフランスに向かった。翌朝、ワイオミングと僚艦はブレスト沖で、パリ和平会談に出席するウッドロウ・ウィルソン大統領の乗ったジョージ・ワシントン (SS George Washington) と合流した。
大統領とその一行の護衛任務を終えるとワイオミングは、シムス提督と新任の英国大使を乗せてプリマスに帰還した。12月14日に乗客を降ろし、ワイオミングは381個の荷物と手紙を積み込むと数時間後帰国の途に就いた。1918年のクリスマスにニューヨークに到着し、ワイオミングは1919年1月まで同地に留まった。1月18日に第3戦隊第7戦艦部隊の旗艦となり、ロバート・E・クーンツ少将が座乗した。
ワイオミングは2月1日にニューヨークを出航し、キューバ海域での冬期艦隊演習を行った後、4月14日にニューヨークに帰還した。しかしながら、間もなく再び出航し5月12日にはニューファンドランドのトレパシー湾からヨーロッパに向かって飛び立った海軍のカーチスNC飛行艇の航路ガイド役を果たした。飛行艇の警戒所および測候所任務が完了すると、ワイオミングは5月末にハンプトン・ローズに帰還した。
海軍兵学校生を乗艦させチェサピーク湾から太平洋にかけての巡航を行った後、ワイオミングは7月1日にノーフォーク海軍造船所に入渠、同日新たに創設された太平洋艦隊、第6戦艦部隊第4戦隊の旗艦となる。7月19日の朝に艦隊は旗艦のニューメキシコ (USS New Mexico, BB-40) に率いられて太平洋に出航し、8月6日にカリフォルニア州サンディエゴに到着した。
3日後サンペドロへ移動し、ワイオミングは秋まで同地を拠点として活動した。1919年9月15日から1920年4月19日までワシントン州ブレマートンのピュージェット・サウンド海軍工廠でオーバーホールを行った後、ワイオミングは母港のサンペドロに5月4日に帰還する。続く数ヶ月間、ワイオミングは南カリフォルニア沖で訓練に従事する。この間の1920年7月17日にワイオミングは「戦艦32番」から「BB-32」へ艦番号が変更された。

1941年11月にワイオミングは砲術訓練艦として新たな経歴を開始した。11月25日にノーフォークを出航、ロードアイランド州ニューポートで砲術訓練を始める。日本海軍が真珠湾攻撃を行った1941年12月8日にはプラッツ堆にあった。

### 第二次世界大戦

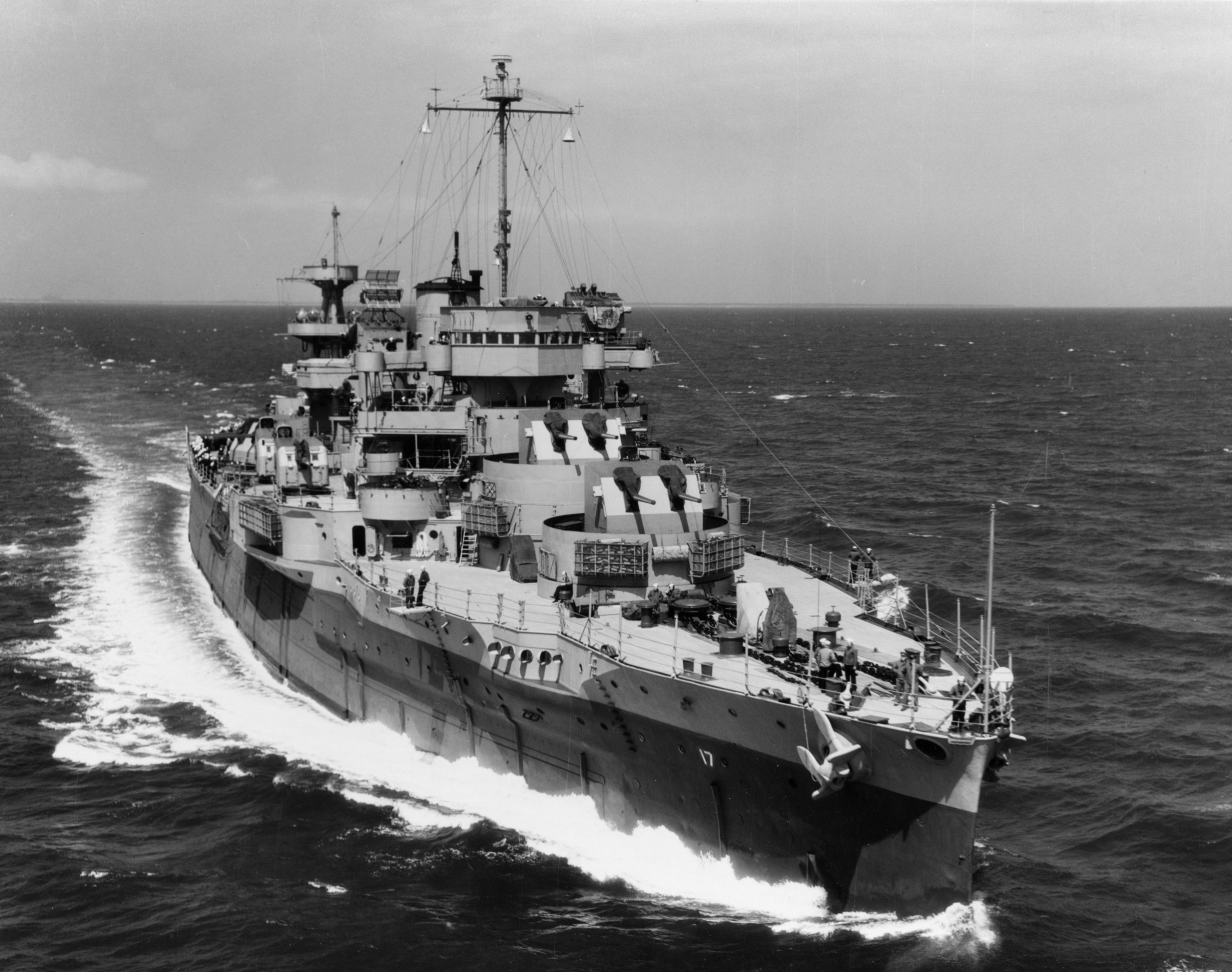
練習艦に転換後のワイオミング

1942年1月28日にノーフォークに帰還、2月5日にチェサピーク湾に向かったワイオミングは、太平洋戦争の開始により同海域で無数の砲術訓練を行うこととなった。「チェサピークの襲撃者 Chesapeake Raider」の愛称で親しまれることとなったワイオミングの雄姿はよく知られるようになった。大西洋艦隊の訓練艦として指定された元弩級戦艦は何千名もの兵士に50口径機銃から5インチ砲までの砲撃訓練の場を提供した。
1944年1月12日から4月3日の間にノーフォークで改修を受けたワイオミングは、以前と異なる姿となっていた。12インチ主砲塔は撤去され、連装5インチ砲が取り付けられた。また、新型の射撃管制レーダーが装備されていた。ワイオミングはチェサピーク湾に戻り、4月10日から再び砲術訓練を再開した。ワイオミングが行った砲術訓練を例として挙げると、1944年11月には133名の士官と1,329名の兵士に対して対空砲撃の訓練を実施している。その月に3,033発の5インチ砲弾と849発の3インチ砲弾、10,076発の40mm弾、32,231発の20mm弾、66,270発の30口径弾、360発の1.1インチ弾が発射された。ワイオミングは異なる7種類の砲に対応するおよそ35,000名の射手を訓練した。
1945年6月30日にワイオミングはニューヨーク海軍工廠に向かい、「チェサピークの襲撃者」としての経歴を完了した。1945年7月13日に工廠を出航しカスコ湾に入り、第69混成任務群の司令官ウィリス・A・リー中将の指揮下に入る。日本軍の特攻機に対処する戦法を研究するための特別部隊の1隻として、標的機や無線操縦機を操作した。第69混成任務群は1945年8月31日に作戦開発群と改称した。リー提督が心臓発作で死去すると、R・P・ブリスコー少将がその任を引き継いだ。
新型射撃管制装置の使用実験をカバーするため部隊の使用艦艇は増加したが、ワイオミングは1946年まで部隊の中核として使用された。1947年7月11日にワイオミングはノーフォーク海軍造船所に入る。1947年8月1日に解役され、艦の乗員と資料はミシシッピ (USS Mississippi, AG-128) に移動した。
ワイオミングは1947年9月16日に除籍され、1947年10月30日にスクラップとして売却された。船体は12月5日に購入者であるニューヨークのリプセット有限会社に届けられた。